# Schilbe micropogon
Schilbe micropogon es una especie de peces de la familia Schilbeidae en el orden de los Siluriformes.

## Morfología
• Los machos pueden llegar alcanzar los 20,8 cm de longitud total.

## Reproducción
Es ovíparo.

## Distribución geográfica
Se encuentran en África: desde el Senegal hasta el Camerún y, también, en las lagunas costeras de Nigeria.